# Nilens katarakter
Nilens katarakter er lavvandede strækninger af floden mellem Aswan og Khartoum, hvor vandoverfladen brydes af talrige, mindre og større kampsten, der stikker op fra flodbunden. Desuden findes der mange, små klippeøer. Aswan er også sydgrænse for Øvre Egypten. Visse steder afbrydes disse strækninger af strømhvirvler med skummende vand (”whitewater”), og de kan måske med fordel betegnes som stryg, mens andre dele af floden har roligt flydende, men stadig lavt vand. Når man tæller opstrøms (dvs. fra nord mod syd), er den første katarakt i det nuværende Egypten, mens resten ligger i Sudan.
- Den første katarakt findes ved Aswan  (24°04′41″N 32°52′41″Ø / 24.078°N 32.878°Ø)
- Den anden katarakt (eller Store katarakt) fandtes i Nubien, men ligger nu under overfladen af Nassersøen (21°29′N 30°58′Ø / 21.48°N 30.97°Ø)
- Den tredje katarakt findes ved Tombos/Hannek (19°46′N 30°22′Ø / 19.76°N 30.37°Ø)
- Den fjerde katarakt ligger i ørkenen Dar al-Manasir, og den er nu oversvømmet af søen bag  Merowe dæmningen, der blev færdig i januar 2009 (18°55′N 32°22′Ø / 18.91°N 32.36°Ø)
- Den femte katarakt findes nær ved bifloden Atbaras indmunding i Nilen (17°40′37″N 33°58′12″Ø / 17.677°N 33.970°Ø)
- Den sjette katarakt findes der, hvor Nilen skærer gennem Sabaluka massivet nær Bagrawiyah (16°17′17″N 32°40′16″Ø / 16.288°N 32.671°Ø)

## Beskrivelse
Ordet katarakt kommer af græsk: katarassein = ”styrte ned”, hvilket henviser til et vandfald eller en sluse. Det blev brugt af grækerne om vandfald, men ingen af Nilens seks vigtigste katarakter kan beskrives korrekt som vandfald, og med denne mere brede definition kunne mange mindre katarakter måske også medtages på listen. Geologer peger på, at området i det nordlige Sudan er tektonisk aktivt, og at det er denne aktivitet, der har givet Nilen et forløb, som passer bedre til en ”ung” bjergflod. Den Nubiske landhævning har tvunget flodens løb mod vest og samtidig holdt vanddybden lav, hvad der har fremkaldt dannelsen af katarakterne. Mens flodlejet slides ned ved erosion, hæves landmassen, sådan at dele af flodlejet holdes fri af vandet. Disse særlige træk ved floden mellem Aswan og Khartoum er baggrunden for, at man har kaldt strækningen katarakt Nilen, mens floden neden for dette ofte kaldes den Egyptiske Nil. Den geologiske forskel mellem disse to dele af flodløbet er betydelig. Nord for Aswan, er flodlejet ikke klippefyldt, men består af sediment, og i stedet for at den skulle være lavvandet, formoder man, at grundfjeldet tidligere er blevet eroderet ned i flere hundrede meters dybde. Det skabte en dyb slugt, som nu er opfyldt med sedimenter. Yderligere oplysninger findes i Eonilen.
Trods de nævnte forhold kan nogle af katarakterne passeres med skibe i den periode, hvor Nilen har størst tilstrømning fra sine kilder.
Nilens seks vigtigste katarakter er beskrevet udførligt af europæiske udvandrere, f.eks. af Winston Churchill i bogen The River War, 1899, hvor han beretter om briternes besværligheder med at vende tilbage til Sudan mellem 1896 og 1898, efter at de var blevet tvunget til at forlade landet i 1885.
I Oldtiden strakte Øvre Egypten sig fra Nilens Delta til den 1. katarakt, mens landet længere oppe ad strømmen var underlagt det gamle kongerige Kush, som senere skulle komme til at tage magten over hele Egypten.

## Eksterne links
- University of Dallas: The Cataract Nile and the Great Bend Arkiveret 12. maj 2006 hos  Wayback Machine
- 2. katarakt: Gammelt foto
- 3. katarakt: Elisa Vireca: Foto af den 3. katarakt
  - Gammelt foto Arkiveret 8. maj 2011 hos  Wayback Machine
  - Gammelt foto Arkiveret 8. maj 2011 hos  Wayback Machine
- 4. katarakt:
- 5. katarakt: To lidt utydelige fotografier Arkiveret 9. maj 2011 hos  Wayback Machine
- 6. katarakt: Alun McDonald: Foto af "Sabalukavandfaldet"